# 楊鎡 (嘉靖進士)
楊鎡（1496年—？年），字應時，號南溪，山西省壼關縣人，錦衣衛旗籍，明朝政治人物。
嘉靖十一年壬辰科第三甲第一百三十九名進士。刑部觀政。